# Totland
Totland – wieś w Anglii, na wyspie Wight. Leży 18 km na zachód od miasta Newport i 135 km na południowy zachód od Londynu.